# Teodor Morawski

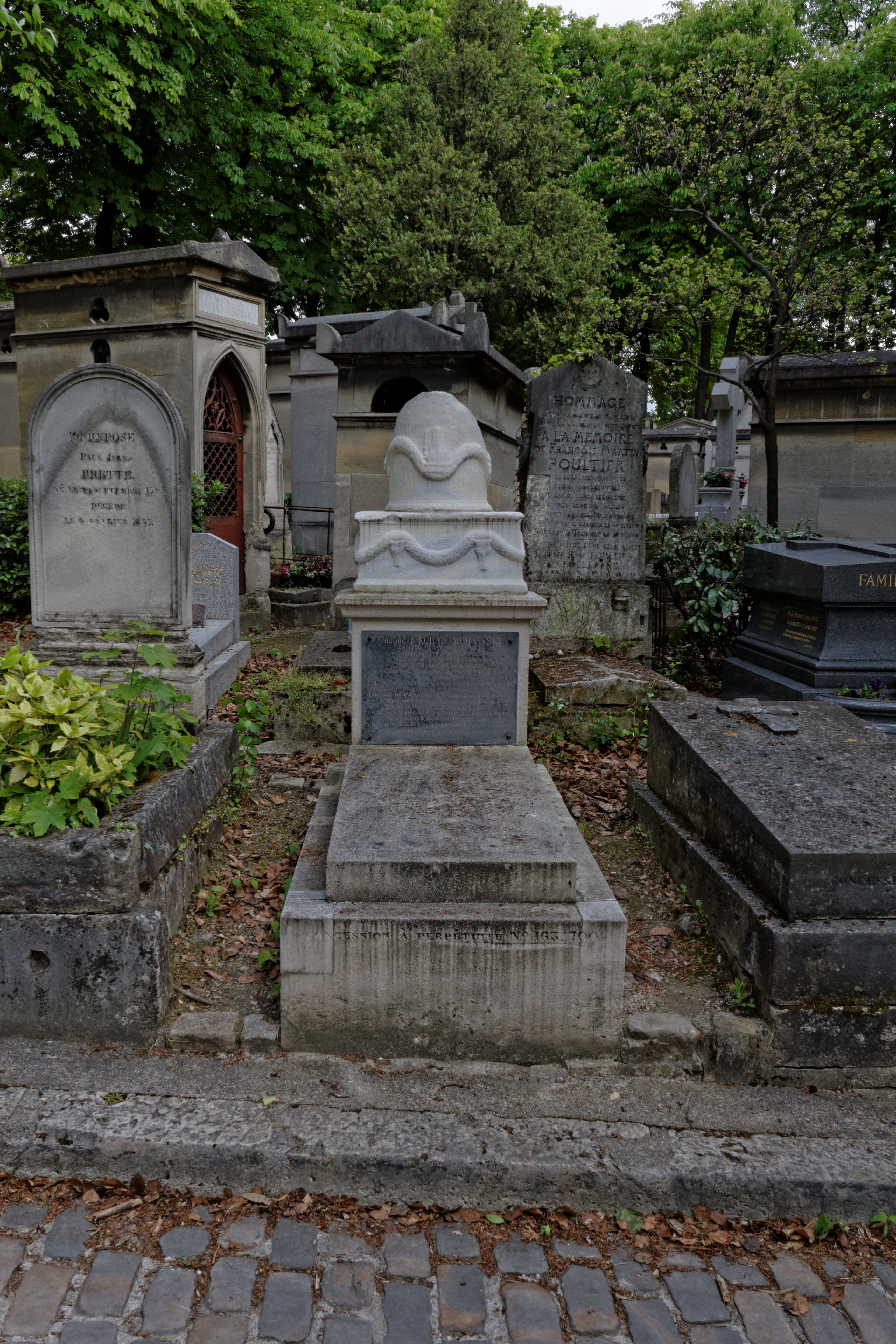
Grób Teodora Morawskiego na cmentarzu Père-Lachaise

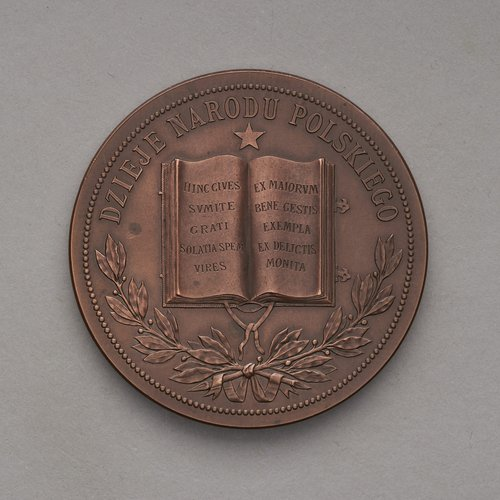
Medalion - Teodor Morawski. Wydanie w latach 1871-1872 dzieła 'Dzieje Narodu Polskiego'

Teodor Morawski herbu Korab (ur. 1 listopada 1797 w Mikołajewicach, zm. 21 września 1879 w Paryżu) – polski polityk związany z kaliszanami, uczestnik powstania listopadowego, historyk, wydawca, wolnomularz.

## Życiorys
Urodził się 1 listopada 1797 r. w Mikołajewicach nad Wartą w rodzinie ziemiańskiej pieczętującej się rozpowszechnionym na ziemi sieradzkiej h. Korab. Był synem Michała – cześnika sieradzkiego i Teresy z Podczaskich z Piwonic koło Kalisza; bratem Teofila. Uczył się w Warszawie w szkole prywatnej, potem w liceum.
W 1816 r. ukończył Szkołę Prawa i Administracji, przekształconą później w Uniwersytet Warszawski. Już na studiach tłumaczył różne utwory, a także sam pisał satyryczne wiersze. Wraz z Brunem Kicińskim wydawał m.in. "Tygodnik Literacki Polski i Zagraniczny" oraz "Gazetę Codzienną Narodową i Obcą", później gazetę "Orzeł Biały". Cenzura jednak uniemożliwiła pracę wydawniczą.
Był uczestnikiem tajnych związków, był członkiem loży wolnomularskiej Bracia Zjednoczeni w 1820 roku, był współzałożycielem Towarzystwa Patriotycznego, dla którego napisał tekst przysięgi:
"Przysięgam w obliczu Boga Wszechmogącego i Ojczyzny i ręczę słowem honoru, że użyję wszelkich sił moich do wskrzeszenia mojej lubej Matki, że poświęcę dla jej wolności i niepodległości nie tylko mój majątek, ale nawet i życie".
Wkrótce jednak opuścił Warszawę i udał się do Dąbrówki – majątku przeznaczonego dla niego przez rodziców. Odtąd stał się czynnym członkiem tzw. partii kaliskiej, której przewodzili bracia Bonawentura Niemojowski i Wincenty Niemojowski. W 1825 r. został posłem, lecz po udziale w demonstracyjnym powitaniu na rogatkach Warszawy Wincentego Niemojowskiego został z rozkazu księcia Konstantego aresztowany do końca obrad sejmu. Morawski wrócił do Dąbrówki, lecz obawiając się ponownego aresztowania przez Drezno wyjechał do Paryża, gdzie po wybuchu powstania opisywał w prasie francuskiej sytuację w Królestwie Polskim i reprezentował Rząd Narodowy Królestwa Polskiego we Francji.
W lipcu 1831 r. wrócił do kraju i włączył się w nurt polityki. Deputowany i poseł z powiatu kaliskiego województwa kaliskiego na sejm powstańczy od 23 lipca 1831 roku. Stał się jednym z najaktywniejszych członków grupy kaliszan. 20 sierpnia 1831 r. został mianowany ministrem spraw zagranicznych ostatniego Rządu Narodowego. Wraz z innymi członkami rządu złożył władzę 23 września 1831 r. i 26 września tegoż roku wyemigrował do Paryża. Wyłączony z carskiej amnestii, zaocznie został skazany przez Rosję na ścięcie; pozbawiony majątku, pozostał do końca życia na emigracji.
Tam związał się z obozem księcia Adama Czartoryskiego, którego był bliskim doradcą. Był członkiem sejmu powstańczego na emigracji. W 1832 był jednym z założycieli Towarzystwa Literackiego w Paryżu. Członek Sekretariatu Generalnego Hôtel Lambert. W latach 1871–1872 ukazało się w Poznaniu jego 6-tomowe Dzieje narodu polskiego w krótkości zebrane, które doprowadził do okresu upadku powstania listopadowego.
Ożenił się z Francuzką, wdową po płk. Malletcie, zmarłą w 1851 r. Dzieci nie miał. Teodor Morawski umarł w Paryżu 21 września 1879 r. i spoczywa na cmentarzu Père-Lachaise.